# Pieter Manteau van Dalem
Pieter Manteau van Dalem (Poortvliet, 30 april 1607 - Sluis, 17 april 1688) was een Nederlands waterbouwkundige, landmeter, ingenieur en later schepen van het Vrije van Sluis, Zeeland. Hij was een zoon van de Tholense burgemeester Jaecques Manteau (1550-1637).
- Virtual International Authority File: 290548577